# EBSA-Junioren-Snookereuropameisterschaft
Die EBSA-Snookereuropameisterschaft der Junioren ist ein Snookerturnier, das von der European Billiards and Snooker Association (EBSA) ausgetragen wird.

## Geschichte
Erstmals ausgetragen wurde das Turnier 1997; seitdem findet es jährlich statt. Bis 2010 wurde es als U19-Turnier (also für Spieler, die 19 Jahre oder jünger sind) ausgetragen. Seit 2011 wurden die Regeln auf U21 umgestellt und damit dem Modus von IBSF-U21-Weltmeisterschaft und ACBS-U21-Asienmeisterschaft angeglichen.
Teilnahmeberechtigt sind darüber hinaus nur Spieler, die nicht gleichzeitig auf der Snooker Main Tour spielen. Bevor es eine Teilnehmerbegrenzung auf der Profitour gab, waren entsprechend nur Spieler unterhalb einer gewissen Platzierung in der Snookerweltrangliste teilnahmeberechtigt. Der Sieg bei der Junioren-EM ist zugleich seit einiger Zeit eine von mehreren Möglichkeiten sich für die Main Tour zu qualifizieren.
Jüngster Sieger aller Zeiten ist der Belgier Luca Brecel, der 2009 im Alter von 14 Jahren gewann.

## Die Turniere im Überblick

### U19- und U21-Europameisterschaft
| Jahr                    | Austragungsort          | Sieger                  | Ergebnis                | Finalist                | Halbfinalisten          |
| U19-Europameisterschaft | U19-Europameisterschaft | U19-Europameisterschaft | U19-Europameisterschaft | U19-Europameisterschaft | U19-Europameisterschaft |
| ----------------------- | ----------------------- | ----------------------- | ----------------------- | ----------------------- | ----------------------- |
| 1997                    | Saint Helier            | Thomas Dowling          | 6:3                     | Michael Holt            | Jurgen van den Bossche  |
| 1997                    | Saint Helier            | Thomas Dowling          | 6:3                     | Michael Holt            | Gareth Coppack          |
| 1998                    | Rabat                   | Ian Preece              | 7:3                     | Sean O’Neill            | Ben Fitzgerald          |
| 1998                    | Rabat                   | Ian Preece              | 7:3                     | Sean O’Neill            | Jason Barton            |
| 1999                    | Kalisz                  | Gerrit bij de Leij      | 6:3                     | Ian Preece              | Jason Barton            |
| 1999                    | Kalisz                  | Gerrit bij de Leij      | 6:3                     | Ian Preece              | Thomas Dowling          |
| 2000                    | Budapest                | Roger Baksa             | 6:3                     | Rolf de Jong            | Robert Redmond          |
| 2000                    | Budapest                | Roger Baksa             | 6:3                     | Rolf de Jong            | Ian Smith               |
| 2001                    | Bad Wildungen           | Mark Joyce              | 6:3                     | David Donovan           | Judd Trump              |
| 2001                    | Bad Wildungen           | Mark Joyce              | 6:3                     | David Donovan           | Mark Allen              |
| 2002                    | Carlow                  | Robert Shanks           | 6:2                     | Mark Joyce              | Ian Wells               |
| 2002                    | Carlow                  | Robert Shanks           | 6:2                     | Mark Joyce              | Mark Allen              |
| 2003                    | Riga                    | Jamie O’Neill           | 6:3                     | Robert Shanks           | Chris Norbury           |
| 2003                    | Riga                    | Jamie O’Neill           | 6:3                     | Robert Shanks           | Gary Wilson             |
| 2004                    | Wellingborough          | Jamie Jones             | 6:3                     | Mark Allen              | Judd Trump              |
| 2004                    | Wellingborough          | Jamie Jones             | 6:3                     | Mark Allen              | Chris Norbury           |
| 2005                    | Jekaterinburg           | Mark Allen              | 6:5                     | Chris Norbury           | Judd Trump              |
| 2005                    | Jekaterinburg           | Mark Allen              | 6:5                     | Chris Norbury           | Patrick Einsle          |
| 2006                    | Riga                    | Ben Woollaston          | 6:4                     | Vincent Muldoon         | Patrick Einsle          |
| 2006                    | Riga                    | Ben Woollaston          | 6:4                     | Vincent Muldoon         | Michael White           |
| 2007                    | Prestatyn               | Michael White           | 6:2                     | Vincent Muldoon         | David Hogan             |
| 2007                    | Prestatyn               | Michael White           | 6:2                     | Vincent Muldoon         | Daniel Wells            |
| 2008                    | Glasgow                 | Stephen Craigie         | 6:2                     | Anthony McGill          | Vincent Muldoon         |
| 2008                    | Glasgow                 | Stephen Craigie         | 6:2                     | Anthony McGill          | Adam Duffy              |
| 2009                    | St. Petersburg          | Luca Brecel             | 6:5                     | Michael Wasley          | Jack Lisowski           |
| 2009                    | St. Petersburg          | Luca Brecel             | 6:5                     | Michael Wasley          | Robert Carlisle         |
| 2010                    | Qawra                   | Jak Jones               | 6:4                     | Anthony McGill          | Nick Jennings           |
| 2010                    | Qawra                   | Jak Jones               | 6:4                     | Anthony McGill          | Sam Craigie             |
| U21-Europameisterschaft |                         |                         |                         |                         |                         |
| 2011                    | Qawra                   | Kacper Filipiak         | 6:3                     | Michael Leslie          | Sam Harvey              |
| 2011                    | Qawra                   | Kacper Filipiak         | 6:3                     | Michael Leslie          | Duane Jones             |
| 2012                    | Sofia                   | Michael Leslie          | 6:2                     | Shane Castle            | Sam Harvey              |
| 2012                    | Sofia                   | Michael Leslie          | 6:2                     | Shane Castle            | Scott Donaldson         |
| 2013                    | Bor                     | James Cahill            | 6:0                     | Ashley Carty            | Darryl Hill             |
| 2013                    | Bor                     | James Cahill            | 6:0                     | Ashley Carty            | Duane Jones             |
| 2014                    | Bukarest                | Oliver Lines            | 6:1                     | Josh Boileau            | David Cassidy           |
| 2014                    | Bukarest                | Oliver Lines            | 6:1                     | Josh Boileau            | Ashley Carty            |
| 2015                    | Qawra                   | Darryl Hill             | 6:3                     | Louis Heathcote         | Lukas Kleckers          |
| 2015                    | Qawra                   | Darryl Hill             | 6:3                     | Louis Heathcote         | Dylan Craig             |
| 2016                    | Breslau                 | Josh Boileau            | 6:1                     | Brandon Sargeant        | Joe O’Connor            |
| 2016                    | Breslau                 | Josh Boileau            | 6:1                     | Brandon Sargeant        | Ashley Carty            |
| 2017                    | Nikosia                 | Alexander Ursenbacher   | 6:4                     | Jackson Page            | Andres Petrov           |
| 2017                    | Nikosia                 | Alexander Ursenbacher   | 6:4                     | Jackson Page            | Tyler Rees              |
| 2018                    | Sofia                   | Simon Lichtenberg       | 6:3                     | Tyler Rees              | Brian Ochoiski          |
| 2018                    | Sofia                   | Simon Lichtenberg       | 6:3                     | Tyler Rees              | Ross Bulman             |
| 2019                    | Eilat                   | Jackson Page            | 5:1                     | Ross Bulman             | Aaron Hill              |
| 2019                    | Eilat                   | Jackson Page            | 5:1                     | Ross Bulman             | Dylan Emery             |
| 2020                    | Albufeira               | Aaron Hill              | 5:2                     | Hayden Staniland        | Ben Mertens             |
| 2020                    | Albufeira               | Aaron Hill              | 5:2                     | Hayden Staniland        | Brian Ochoiski          |
| 2021                    | Albufeira               | Dylan Emery             | 5:2                     | Julien Leclercq         | Antoni Kowalski         |
| 2021                    | Albufeira               | Dylan Emery             | 5:2                     | Julien Leclercq         | Anton Kasakow           |
| 2022                    | Shëngjin                | Ben Mertens             | 5:1                     | Florian Nüßle           | Liam Pullen             |
| 2022                    | Shëngjin                | Ben Mertens             | 5:1                     | Florian Nüßle           | Aidan Murphy            |
| 2023                    | San Pawl il-Baħar       | Liam Graham             | 5:2                     | Julian Bojko            | Ryan Davies             |
| 2023                    | San Pawl il-Baħar       | Liam Graham             | 5:2                     | Julian Bojko            | Robbie McGuigan         |
| 2024                    | Sarajevo                | Liam Davies             | 5:3                     | Antoni Kowalski         | Artemijs Žižins         |
| 2024                    | Sarajevo                | Liam Davies             | 5:3                     | Antoni Kowalski         | Robbie McGuigan         |
| 2025                    | Antalya                 | Julian Bojko            | 5:4                     | Oliver Sykes            | Joel Connolly           |
| 2025                    | Antalya                 | Julian Bojko            | 5:4                     | Oliver Sykes            | Anton Kasakow           |

### U18-Europameisterschaft
| Jahr | Austragungsort    | Sieger            | Ergebnis | Finalist            | Halbfinalisten      |
| ---- | ----------------- | ----------------- | -------- | ------------------- | ------------------- |
| 2016 | Breslau           | Tyler Rees        | 5:2      | Jackson Page        | Ross Bulman         |
| 2016 | Breslau           | Tyler Rees        | 5:2      | Jackson Page        | Dylan Emery         |
| 2017 | Nikosia           | Jackson Page      | 5:3      | Amir Nardeia        | Aaron Hill          |
| 2017 | Nikosia           | Jackson Page      | 5:3      | Amir Nardeia        | Iwan Kakowski       |
| 2018 | Sofia             | Jackson Page      | 5:3      | Florian Nüßle       | Umut Dikme          |
| 2018 | Sofia             | Jackson Page      | 5:3      | Florian Nüßle       | Hamim Hussain       |
| 2019 | Eilat             | Aaron Hill        | 4:3      | Dylan Emery         | Florian Nüßle       |
| 2019 | Eilat             | Aaron Hill        | 4:3      | Dylan Emery         | Ross Bulman         |
| 2020 | Albufeira         | Aaron Hill        | 4:1      | Sean Maddocks       | Ben Mertens         |
| 2020 | Albufeira         | Aaron Hill        | 4:1      | Sean Maddocks       | Connor Benzey       |
| 2021 | Albufeira         | Ben Mertens       | 4:1      | Julien Leclercq     | Liam Graham         |
| 2021 | Albufeira         | Ben Mertens       | 4:1      | Julien Leclercq     | Bulcsú Révész       |
| 2022 | Shëngjin          | Liam Davies       | 4:1      | Leone Crowley       | Anton Kasakow       |
| 2022 | Shëngjin          | Liam Davies       | 4:1      | Leone Crowley       | Ben Mertens         |
| 2023 | San Pawl il-Baħar | Bulcsú Révész     | 4:3      | Liam Pullen         | Artemijs Žižins     |
| 2023 | San Pawl il-Baħar | Bulcsú Révész     | 4:3      | Liam Pullen         | Vladislav Gradinari |
| 2024 | Sarajevo          | Bulcsú Révész     | 4:0      | Vladislav Gradinari | Artemijs Žižins     |
| 2024 | Sarajevo          | Bulcsú Révész     | 4:0      | Vladislav Gradinari | Leone Crowley       |
| 2025 | Antalya           | Michał Szubarczyk | 4:1      | Ethan Llewellyn     | Joel Connolly       |
| 2025 | Antalya           | Michał Szubarczyk | 4:1      | Ethan Llewellyn     | Vladislav Gradinari |

### U16-Europameisterschaft
| Jahr | Austragungsort    | Sieger              | Ergebnis | Finalist            | Halbfinalisten      |
| ---- | ----------------- | ------------------- | -------- | ------------------- | ------------------- |
| 2022 | Shëngjin          | Artemijs Žižins     | 2:1      | Vladislav Gradinari | Liam Davies         |
| 2022 | Shëngjin          | Artemijs Žižins     | 2:1      | Vladislav Gradinari | Leone Crowley       |
| 2023 | San Pawl il-Baħar | Jack Borwick        | 3:1      | Maxim Kostow        | Andrejs Pripjoks    |
| 2023 | San Pawl il-Baħar | Jack Borwick        | 3:1      | Maxim Kostow        | O’Shay Scott        |
| 2024 | Sarajevo          | Vladislav Gradinari | 4:1      | Riley Powell        | Mychajlo Larkow     |
| 2024 | Sarajevo          | Vladislav Gradinari | 4:1      | Riley Powell        | Michał Szubarczyk   |
| 2025 | Antalya           | Michał Szubarczyk   | 4:2      | Krzysztof Czapnik   | Artem Surschykow    |
| 2025 | Antalya           | Michał Szubarczyk   | 4:2      | Krzysztof Czapnik   | Matwij Lahodsynskyj |